# Palazzo Carafa
A Palazzo Carafa egykori nemesi palota Lecce történelmi központjában.

## Leírása
A jelenlegi palota helyén a paulánus (Legkisebb Testvérek Rendje) szerzetesek egykori kolostora állt, ezért korábban Palazzo del Paolotte-néven ismerték. A kolostor épületét 1764-1771 között építették át Alfonso Sozy Carafa püspök rendeletére, akiről későbbi nevét is kapta. Hosszas restaurálási munkálatok után 1895-ben ebben az épületben kapott helyet Lecce városának polgármesteri hivatala. Az 1700-as évek második felében végzett átalakításokat Emanuele Manieri tervei szerint végezték, aki az olasz rokokó egyik előfutárának számít, és ezzel magyarázható a palota néhol nehézkesnek tűnő díszítése. A háromszintes épület főhomlokzatát korinthoszi oszlopfővel díszített lizénák tagolják. A harmadik szintet oculusok díszítik, amelyeket egy fríz fog közre. A főbejárat 1898-ban épült, a kerete felhúzott színpadi függönyt mintáz. A bejárat felett egy kis íves erkély található, finoman megmunkált kovácsoltvas balusztráddal.